# Mobile Suit Gundam Narrative
Mobile Suit Gundam Narrative (機動 戦 士 ガ ン ダ ム NT (ナ ラ テ ィ ブ)?, Kidō Senshi Gandamu NT (Naratibu)) è un film d'animazione del 2018 diretto da Toshikazu Yoshizawa.
Prodotto da Sunrise e distribuito da Shochiku, questo film di fantascienza è parte della metaserie di Gundam, ambientato nell'Universal Century e basato sull'undicesimo romanzo di Mobile Suit Gundam Unicorn, Phoenix Hunting, di Harutoshi Fukui. È stato sceneggiato dallo stesso Fukui, con il character design di Kumiko Takahashi e Se Joon Kim e il mecha design di Hajime Katoki ed Eiji Komatsu. Il film è stato distribuito nelle sale giapponesi il 30 novembre 2018.

## Trama
Nell'U.C.0096, il conflitto noto come "incidente di Laplace" si è concluso con lo scioglimento del gruppo di reduci di Neo Zeon "Maniche". Sia il Gundam Unicorn che il Banshee sono stati presumibilmente smantellati. Con la rivelazione del testo originale della "Carta dello Universal Century", l'esistenza dei newtype e dei loro diritti è diventata di pubblico dominio. Un anno dopo, nell'U.C. 0097, nulla è però cambiato nella sfera terrestre, nonostante queste rivelazioni. La ricomparsa dell'unità RX-0 Gundam 3 Phenex, "fratello" dell'Unicorn e del Banshee, due anni dopo la sua scomparsa, porta la Federazione Terrestre a lanciare l'operazione "Phoenix Hunt" per catturare il mobile suit. Il ministro Monaghan Bakharov della Repubblica di Zeon dirige segretamente un'unità Zeon con lo stesso obiettivo servendosi dell'ufficiale operativo Erica Hugo. Mineva Lao Zabi, la principessa fantoccio di Zeon, intuisce le ambizioni di Monaghan, ma non è in grado di intervenire direttamente.
La potente società Luio & Co. invia Michele Luio e il pilota Jona Basta insieme all'RX-9 Narrative Gundam per aiutare la Federazione. Secondo le informazioni sembra che l'amica d'infanzia di Michele e Jona, Rita Bernal, abbia infatti assunto il controllo del Phenex. Rita, Michele e Jona erano i cosiddetti "Miracle Children", così chiamati dopo che avevano previsto la caduta della colonia nell'Operazione British di Zeon all'inizio della "Guerra di un anno", salvando molte vite. Michele e Jona sanno però che in realtà solo Rita possiede una vera precognizione newtype. Le squadre della Federazione e di Zeon rilevano il Phenex all'interno di una colonia universitaria a Side 6. Le due parti accorrono sul posto, ma il Phenex non si trova da nessuna parte. Alla guida di un Sinanju Stein, il pilota di Zeon Zoltan Akkanen, un altro prodotto del progetto che aveva creato Full Frontal, attacca Jona e il Gundam Narrative, causando gravi danni alla colonia. Zoltan richiama poi il mobile armor Neo Zeong II per distruggere Jona e l'enorme armor provoca una breccia nella colonia. Il conflitto termina dopo la comparsa del Phenex, che interrompe il combattimento prima di fuggire.
All'indomani dei disastrosi eventi all'interno della colonia, il ministro Monaghan ordina allora a Erica di fuggire con la sua nave, per poi incolpare dell'accaduto i ribelli superstiti delle Maniche e chiedere alla Federazione di distruggerli. Zoltan intercetta la comunicazione e uccide Erica, quindi in preda a una crisi psicotica si dà a un'opera di distruzione indiscriminata con il suo Neo Zeong II. Michele intanto rivela di aver orchestrato l'incontro nella colonia per stanare il Phenex. Da adolescenti, lei, Rita e Jona erano stati vittime dei crudeli esperimenti volti a creare i newtype artificiali durante il conflitto di Gryps e Michele era riuscita a uscirne facendosi adottare dalla famiglia Luio, ma dopo aver ingannato Jona e aver sacrificato Rita in esperimenti estremi. In preda al senso di colpa, Michele è convinta di potersi riscattare per quanto fatto a Rita, sbloccando la chiave dell'immortalità all'interno del Phenex, ossia il suo psycho-frame, che ha assorbito l'anima di Rita morente, dopo la fuga.
La Federazione teme che l'assalto di Zoltan causerà una pioggia di detriti sulla Terra ancora più devastante dell'Operazione British. Jona, Michele e la Federazione uniscono quindi le forze per fermare Zoltan insieme al Phenex. Il Neo Zeong II si rivela però troppo potente ed è sul punto di sconfiggerli, quando Michele si sacrifica per proteggere il Gundam Narrative gravemente danneggiato e Banagher Links, alla guida di un ARX-014S Silver Bullet Suppressor, interviene per consentire a Jona di entrare nella cabina di pilotaggio vuota del Phenex. Le anime unite di Jona, Rita e Michele guidano così lo psycho-frame del Phenex per contenere il potere distruttivo dello psycho-frame del Neo Zeong II, uccidendo Zoltan e salvando la Terra. Jona viene espulso dal Phenex prima che questo acceleri a una velocità incredibile, dileguandosi, e viene salvato da Banagher. Il ragazzo cerca poi di fare coraggio a Jona dicendogli che la storia non è ancora finita. Nel finale, l'RX-0 Gundam Unicorn, che si pensava fosse stato smantellato, viene invece mostrato mentre Mineva e Banagher lo sigillano, nel caso in cui debba essere richiamato di nuovo.

## Produzione
Il primo passo ufficiale del progetto fu la registrazione del dominio "gundam-nt.net" della Sunrise il 5 aprile 2018. Il film fu quindi annunciato ufficialmente durante un live streaming alla "Gundam Base" di Tokyo il 20 aprile 2018, durante il quale furono mostrati il teaser trailer e i personaggi. Nel trailer furono mostrati anche i principali mobile suit, il Gundam Narrative insieme alle versioni ridisegnate del Sinanju Stein e del Gundam Unicorn 03 Phenex. Il film è la prima opera del progetto "UC NexT 0100" della Sunrise, che coprirà gli eventi dei successivi 100 anni nella linea temporale dell'Universal Century. Oltre al film, Sunrise ha rivelato anche altri due progetti per questa timeline di Gundam: l'adattamento in una trilogia cinematografica di Mobile Suit Gundam: Hathaway's flash di Yoshiyuki Tomino e la coproduzione con gli studios americani di un sequel live-action di Gundam Unicorn.

## Distribuzione
Il 15 agosto 2018 fu presentato il poster del film e rivelato il cast dei doppiatori, mentre il trailer ufficiale fu pubblicato il 29 novembre 2018, il giorno prima della distribuzione nelle sale giapponesi.
Il 19 febbraio 2019 il film è stato distribuito anche negli USA con doppiaggio in inglese.